# Colorful Heart ～12コのきゅるるん♪～
是2004年2月6日由戲畫發售的十八禁戀愛冒險遊戲。KOTOKO主唱、作詞、I've製作的主題曲和Colorful系列前作的主題曲一樣，是網上「惹笑的電波歌曲」的代表之一。發售前曲名曾一度發表為，其後變為。2007年12月14日發售對應Windows Vista的「Memorial Edition（メモリアルエディション）」。
和前作在內容上並無關聯。

## 登場人物
朝比奈和香（声：安玖深音）
會下莉里香
九条柚姫子
天河美晴（聲：歌織）
荏柄苺
小町鈴音
雪之下雫雫惠（聲：MOMO）
七里野真中（聲：岩城由奈）
古四王千早（聲：松永雪希）
劉桃月（聲：木葉楓）
櫻實隼
（聲：森野花梨）

## 外部連結
（以下為年齡限制網站）
- 戲畫（页面存档备份，存于）（日語）
- .   [2007-10-21]. （原始内容存档于2004-12-04）.（日語）
- Colorful Kiss/Colorful Heart Memorial Edition（页面存档备份，存于）（日語）